# Futbol Club Barcelona Bàsquet 2022-2023
Questa voce raccoglie le informazioni riguardanti il Futbol Club Barcelona Bàsquet nelle competizioni ufficiali della stagione 2022-2023.

## Stagione
La stagione 2022-2023 del Futbol Club Barcelona Bàsquet è la 65ª nel massimo campionato spagnolo di pallacanestro, la Liga ACB.

## Roster
Aggiornato al 23 luglio 2022.
| FC Barcelona 2022-23 | FC Barcelona 2022-23 |
| Giocatori            | Staff tecnico        |
| -------------------- | -------------------- |

| N. | Naz.                                           | Ruolo | Nome                 | Anno | Alt.   | Peso   |  |
| -- | ---------------------------------------------- | ----- | -------------------- | ---- | ------ | ------ |  |
| 1  | Germania (bandiera)                            | AG    | Oscar da Silva       | 1998 | 206 cm | 104 kg |  |
| 3  | Spagna (bandiera)                              | AP    | Oriol Paulí          | 1994 | 201 cm | 84 kg  |  |
| 5  | Turchia (bandiera)                             | C     | Sertaç Şanlı         | 1991 | 212 cm | 115 kg |  |
| 6  | Rep. Ceca (bandiera)                           | AC    | Jan Veselý           | 1990 | 213 cm | 110 kg |  |
| 8  | Spagna (bandiera)                              | A     | Sergi Martínez       | 1999 | 202 cm | 90 kg  |  |
| 10 | Serbia (bandiera)                              | A     | Nikola Kalinić       | 1991 | 202 cm | 105 kg |  |
| 13 | Rep. Ceca (bandiera)                           | PG    | Tomáš Satoranský     | 1991 | 201 cm | 95 kg  |  |
| 20 | Argentina (bandiera) · Italia (bandiera)       | P     | Nicolás Laprovíttola | 1990 | 190 cm | 82 kg  |  |
| 21 | Spagna (bandiera)                              | GA    | Álex Abrines         | 1993 | 198 cm | 90 kg  |  |
| 22 | Stati Uniti (bandiera)                         | GA    | Cory Higgins         | 1989 | 196 cm | 82 kg  |  |
| 23 | Stati Uniti (bandiera) · Slovenia (bandiera)   | C     | Mike Tobey           | 1994 | 213 cm | 115 kg |  |
| 24 | Stati Uniti (bandiera) · Slovacchia (bandiera) | G     | Kyle Kuric           | 1989 | 193 cm | 88 kg  |  |
| 31 | Lituania (bandiera)                            | P     | Rokas Jokubaitis     | 2000 | 193 cm | 88 kg  |  |
| 33 | Montenegro (bandiera) · Spagna (bandiera)      | AG    | Nikola Mirotić (C)   | 1991 | 208 cm | 108 kg |  |
| 42 | Spagna (bandiera)                              | GA    | Michael Caicedo      | 2003 | 199 cm | 90 kg  |  |
| 45 | Spagna (bandiera)                              | AP    | Rafael Villar        | 2004 | 191 cm |        |  |
| 46 | Nigeria (bandiera) · Spagna (bandiera)         | C     | James Nnaji          | 2004 | 212 cm | 113 kg |  |
| 54 | Lituania (bandiera)                            | P     | Kasparas Jakucionis  | 2006 | 192 cm |        |  |
| 55 | Italia (bandiera)                              | GA    | Dame Sarr            | 2006 | 198 cm |        |  |

| Allenatore                                                                                                   |
| - Šarūnas Jasikevičius                                                                                       |
| Assistente/i                                                                                                 |
| - David García - Tomas Masiulis - Óscar Orellana Legenda - (C) Capitano - (IN) Inattivo - Infortunato Roster |

## Mercato

### Sessione estiva
| Acquisti | Acquisti         | Acquisti        | Acquisti      | Acquisti |
| R.a      | Nome             | da              | Modalità      |          |
| -------- | ---------------- | --------------- | ------------- | -------- |
| P        | Agustín Ubal     | Breogán         | fine prestito |          |
| PG       | Tomáš Satoranský | Wash. Wizards   | svincolato    |          |
| GA       | Dame Sarr        | Orange1 Bassano | svincolato    |          |
| AP       | Oriol Paulí      | Andorra         | svincolato    |          |
| A        | Nikola Kalinić   | Stella Rossa    | svincolato    |          |
| AG       | Oscar da Silva   | Alba Berlino    | svincolato    |          |
| AC       | Jan Veselý       | Fenerbahçe      | svincolato    |          |
| C        | Mike Tobey       | Valencia        | svincolato    |          |

| Cessioni | Cessioni       | Cessioni        | Cessioni       | Cessioni |
| R.       | Nome           | a               | Modalità       |          |
| -------- | -------------- | --------------- | -------------- | -------- |
| P        | Nick Calathes  | Fenerbahçe      | rescissione    |          |
| P        | Danté Exum     | Partizan        | fine contratto |          |
| P        | Agustín Ubal   | Bilbao Berri    | prestito       |          |
| AG       | Nigel Hayes    | Fenerbahçe      | fine contratto |          |
| AG       | Rolands Šmits  | Žalgiris Kaunas | fine contratto |          |
| AC       | Pierre Oriola  | Free agent      | fine contratto |          |
| C        | Brandon Davies | Olimpia Milano  | fine contratto |          |

### Dopo l'inizio della stagione
| Acquisti | Acquisti | Acquisti | Acquisti | Acquisti |
| R.       | Nome     | da       | Data     | Modalità |
| -------- | -------- | -------- | -------- | -------- |

| Cessioni | Cessioni        | Cessioni          | Cessioni        | Cessioni |
| R.       | Nome            | a                 | Data            | Modalità |
| -------- | --------------- | ----------------- | --------------- | -------- |
| GA       | Michael Caicedo | Fundación Granada | 10 gennaio 2023 | prestito |